# Klupci (Krapinske Toplice)
Klupci est un village de la municipalité de Krapinske Toplice (comitat de Krapina-Zagorje) en Croatie. Au recensement de 2011, le village comptait 119 habitants.